# Adolphe Pinard
Adolphe Pinard (Méry-sur-Seine, 4 de fevereiro de 1844 — Nancy, 1 de março de 1934) foi um médico obstetra francês.